# Ивановское (Волосовский район)
Ива́новское — деревня в Бегуницком сельском поселении Волосовского района Ленинградской области.

## История
Согласно 6-й ревизии 1811 года мыза Ново-Ивановская с деревнями принадлежала генерал-майору Александру Ивановичу Рамбургу (1758—1826).
Согласно 8-й ревизии 1833 года мыза Новоивановская принадлежала жене полковника М. А. Ессен.
Как мыза Ново Ивановская Помещика Рамбурга она упоминается на карте Санкт-Петербургской губернии Ф. Ф. Шуберта 1834 года.

НОВО ИВАНОВСКАЯ — мыза принадлежит жене полковника Эссена. (1838 год)

Мыза Ново Ивановская упоминается на карте Ф. Ф. Шуберта 1844 года.
Согласно 9-й ревизии 1850 года мыза Ново-Ивановская принадлежала помещице Ашанде Романовне Эссен. Аглаида (Аделаида) Романовна фон Эссен (1827—?), супруга Николая Осиповича (Николауса Иоганна) Велио (1825—1865), дочь Марии Александровны Рамбург.
Согласно 10-й ревизии 1856 года мыза Ново-Ивановская принадлежала помещице Агланде Романовне Велио.

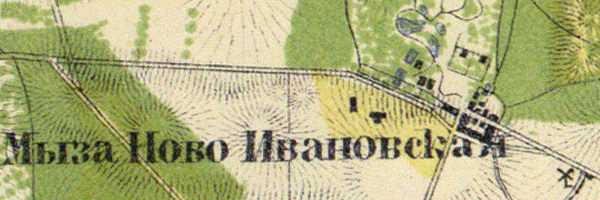
Мыза Ново-Ивановская на карте 1860 года

Согласно «Топографической карте частей Санкт-Петербургской и Выборгской губерний» 1860 года, мыза называлась Ново Ивановская, в ней была ветряная мельница.

НОВОИВАНОВСКАЯ — мыза владельческая при пруде, по правую сторону Нарвского тракта из Стрельны, в 56 верстах от Петергофа, число дворов — 6, число жителей: 24 м. п., 26 ж. п. (1862 год)

Согласно материалам по статистике народного хозяйства Петергофского уезда 1887 года мыза Ново-Ивановская площадью 3156 десятин принадлежала баронессе А. Р. Велио, она была приобретена до 1868 года. Ветряная мельница вместе с имением сдавалась в аренду.
В конце XIX века деревня административно относилась к Бегуницкой волости 1-го стана Петергофского уезда Санкт-Петербургской губернии, в начале XX века — 2-го стана.
По данным «Памятной книжки Санкт-Петербургской губернии» за 1905 год мыза Новоивановская площадью 2780 десятин принадлежала барону Николаю Николаевичу Велио.
Согласно данным переписи населения СССР 1926 года в составе Бегуницкого сельсовета Бегуницкой волости Троцкого уезда находился конезавод Ново-Ивановское, где проживали 42 человека, большинство русские, а также татары, финны, поляки и мордва.
По данным 1933 года деревня Ивановское в составе Волосовского района не значилась.
По данным 1966, 1973 и 1990 годов деревня Ивановское входила в состав Бегуницкого сельсовета.
В 1997 году в деревне Ивановское проживали 113 человек, в 2002 году — 89 человек (русские — 82 %), в 2007 году — 127.

## География
Деревня расположена в северной части района на автодороге 41К-014 (Волосово — Керново).
Расстояние до административного центра поселения — 1 км.
Расстояние до ближайшей железнодорожной станции Волосово — 21 км.

## Демография
| 1862 | 1997 | 2002 | 2007 | 2010 | 2017 |
| ---- | ---- | ---- | ---- | ---- | ---- |
| 50   | ↗113 | ↘89  | ↗127 | ↘118 | ↗131 |

### Национальный состав
Согласно данным Всероссийской переписи населения 2021 года в деревне проживали 126 человек, из них:
 русские — 101, азербайджанцы — 7, таджики — 5, белорусы — 2, молдаване — 2, татары — 2, кабардинцы — 1, украинцы — 1 человек, остальные национальность не указали.